# Twierdza Bobrujsk
Twierdza Bobrujsk – wzniesiona w 1810 r. jako jeden z obiektów nowej linii obronnej na zachodniej granicy Cesarstwa Rosyjskiego.
Wstępny projekt umocnień opracował inż. wojsk. Teodor Narbutt, a wersję ostateczną – inż. wojsk. Carl Opperman. Zbudowano ziemno-drewnianą cytadelę o narysie półowalu, z sześcioma bastionami i dwoma półbastionami oraz trzema murowanymi bramami. Na południe od cytadeli wzniesiono ziemne Umocnienie Górskie.
W okresie lipiec-wrzesień 1812 r. twierdza była blokowana przez korpus polski pod dowództwem gen. Jana H. Dąbrowskiego. W latach 1819–1825 przeprowadzono modernizację umocnień (projekt gen. ppor. Carla Oppermana). Przekształcono narys cytadeli na poligonalny, w miejscu Umocnienia Górskiego wzniesiono poligonalne, ziemno-murowane Umocnienie „Fryderyk Wilhelm”, a na zachód od niego – murowaną wieżę artyleryjską „Hrabia Opperman”. Na północ od cytadeli powstały murowano-ziemne lunety „A” i „B”. W latach 60. XIX w. twierdza zaczęła tracić znaczenie. W 1886 r. przemianowano ją na twierdzę–skład, a w 1897 r. formalnie skasowano.
W latach 1915–1916, w rejonie Bobrujska formowano polskie jednostki rosyjskiego Frontu Zachodniego. W drugiej połowie 1917 r. na ich bazie utworzono I Korpus Polski pod dowództwem gen. Józefa Dowbora-Muśnickiego, który w lutym 1918 r. zajął Bobrujsk.
Twierdza stała się centrum tzw. Rzeczypospolitej Bobrujskiej – polskiej strefy okupacyjnej w trójkącie Mohylew – Żłobin – Słuck, gdzie między innymi utworzono polski pociąg pancerny „Związek Broni”. W lutym i marcu 1918 r. doszło w okolicy twierdzy do ciężkich walk o Bobrujsk z bolszewikami, zakończonych zwycięstwem żołnierzy polskich. Walki te były jednymi z pierwszych starć żołnierza polskiego z bolszewikami. W maju 1918 r. Muśnicki został zmuszony przez niemieckie Dowództwo Naczelne do rozformowania jednostki i ewakuacji żołnierzy do Królestwa Polskiego.
Podczas wojny polsko-bolszewickiej w rejonie Bobrujska walczyła kombinowana Dywizja Wielkopolska.
Twierdza Bobrujsk uległa częściowemu zniszczeniu, m.in. na skutek walk sowiecko-niemieckich w czerwcu 1944 r. Do 2008 r. zachowała się część umocnień i budynków koszarowych z licznymi detalami klasycystycznymi. W mieście funkcjonuje Bobrujskie Muzeum Krajoznawcze, posiadające m.in. dioramę fragmentu cytadeli, makiety fortów, dokumentację rysunkową i fotograficzną.
W roku 2008 z polecenia prezydenta Białorusi Alaksandra Łukaszenki w najbliższym sąsiedztwie twierdzy zbudowano tzw. „Pałac Lodowy” (kryte lodowisko).

Galeria
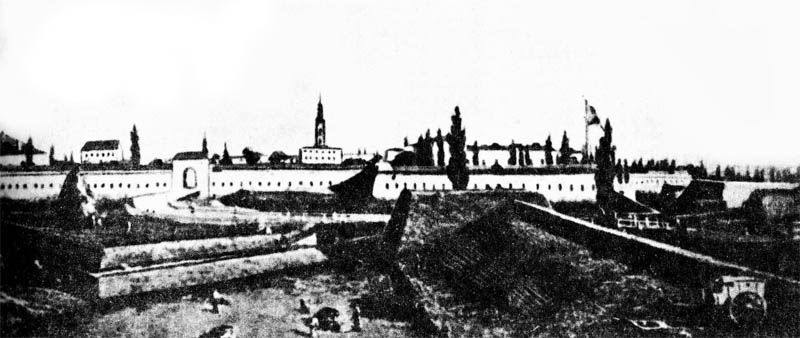
Twierdza w 1811 r.
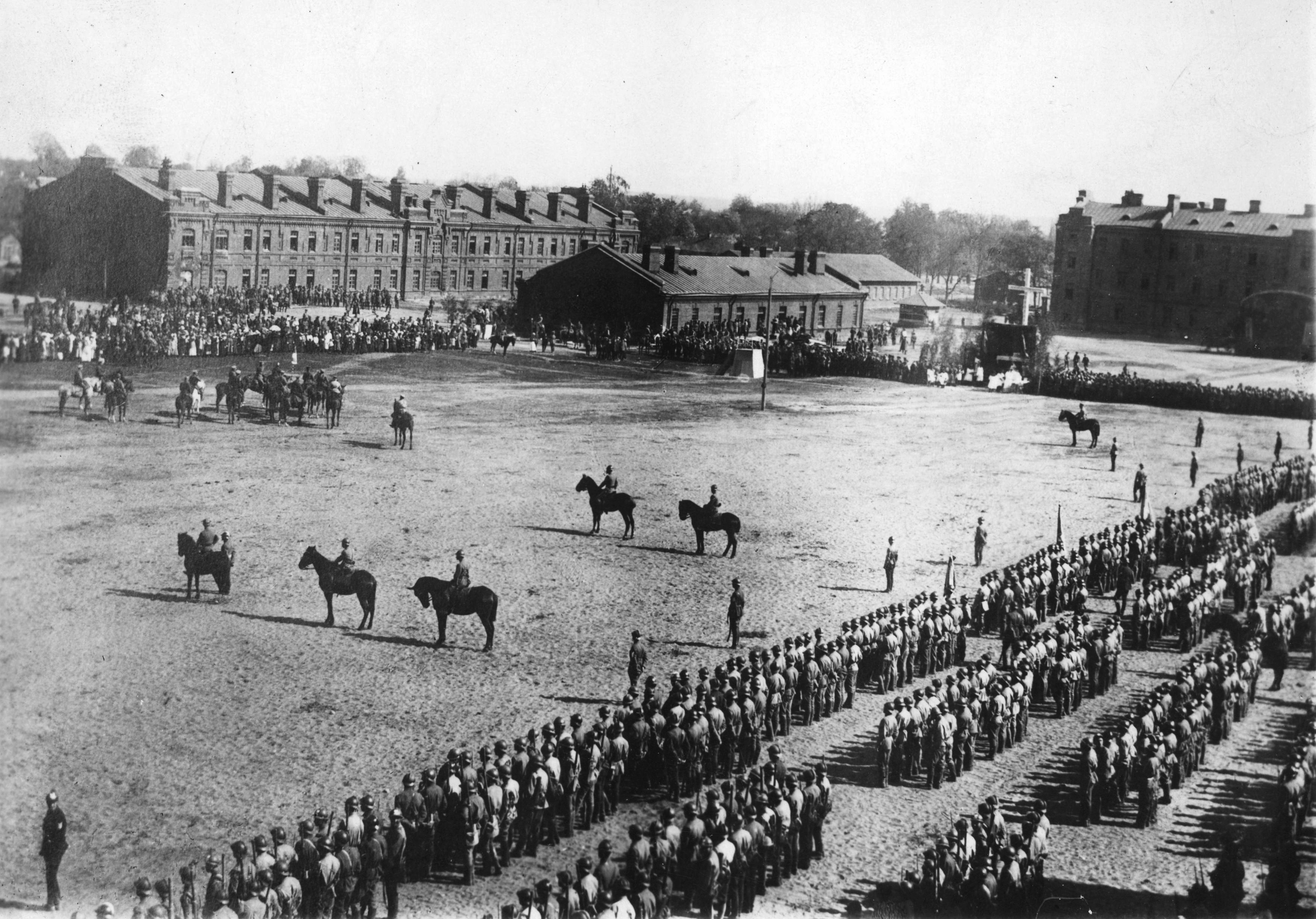
Uroczystości z okazji Święta Trzeciego Maja w 1918 r.
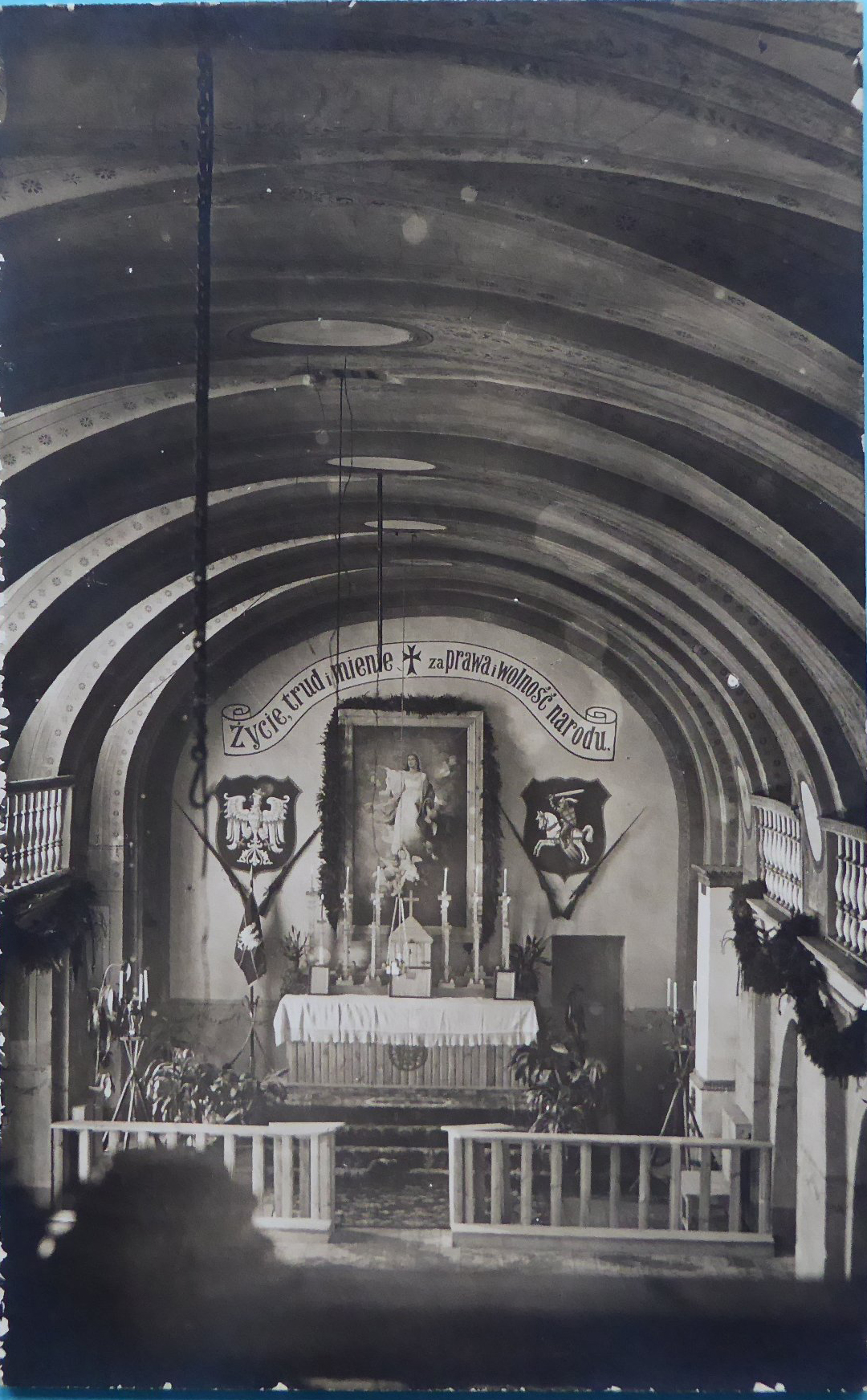
Kaplica w twierdzy w 1919 r.
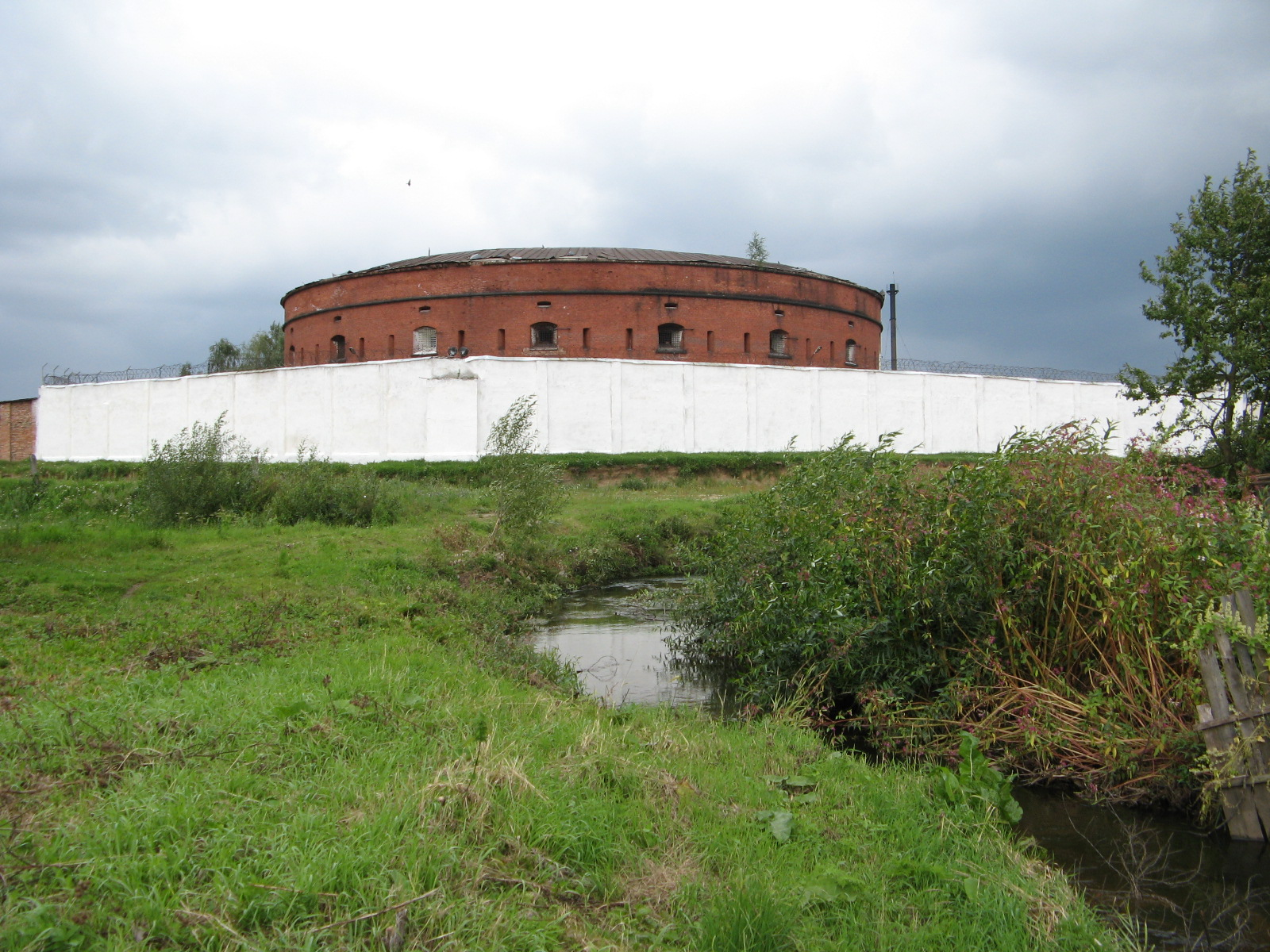
Twierdza w 2007 r.
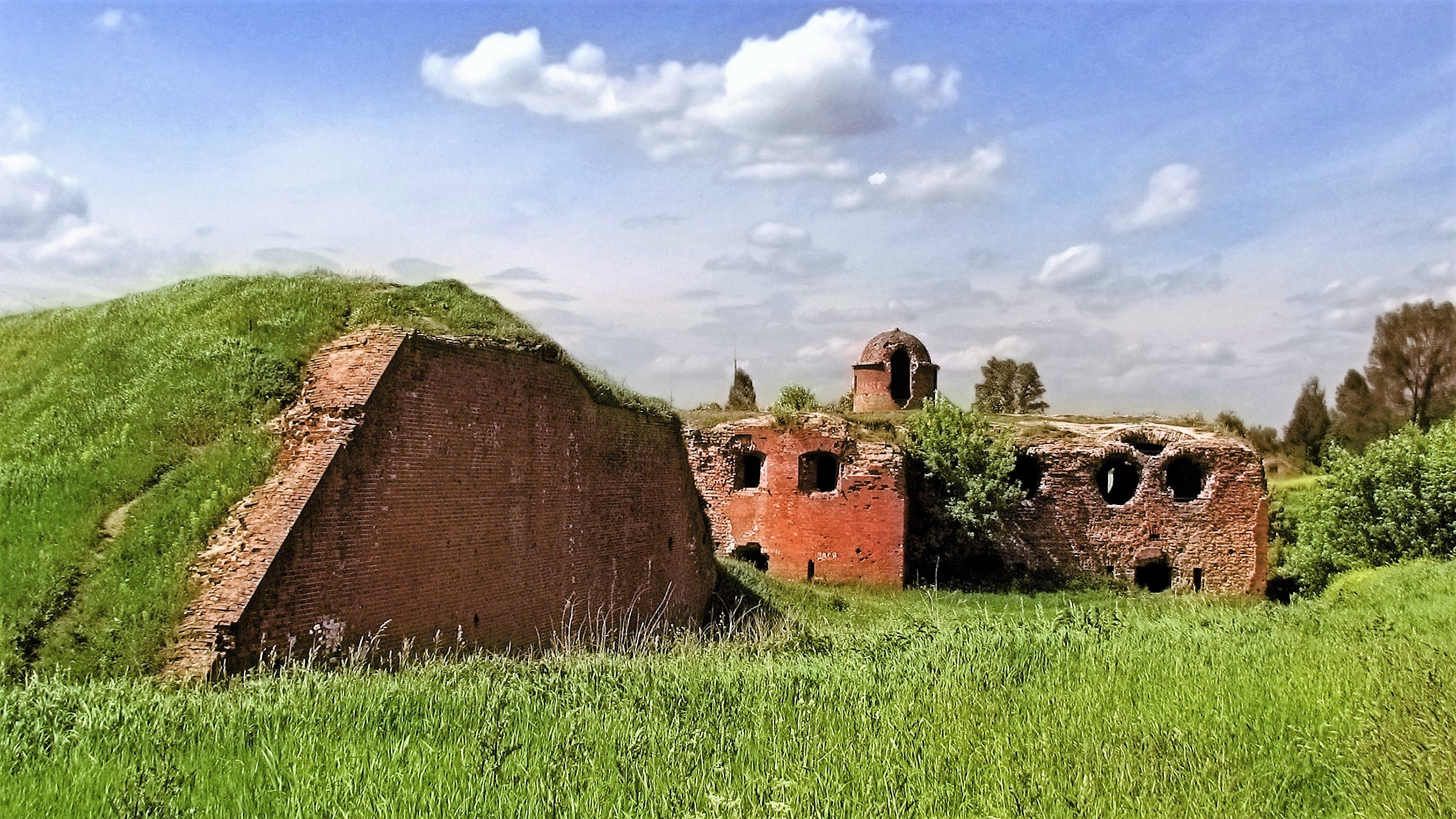
Twierdza w 2012 r.